# ستراهينيا يوفانوفيتش
ستراهينيا يوفانوفيتش (بالصربية: Страхиња Јовановић)‏ هو لاعب كرة قدم صربي في مركز مهاجم ‏، ولد في 1 يونيو 1999 في ليسكوفاتس في صربيا. لعب مع نادي بارتيزان.

## وصلات خارجية
- ستراهينيا يوفانوفيتش على موقع الاتحاد الأوربي (الإنجليزية)
- ستراهينيا يوفانوفيتش على موقع قاعدة بيانات كرة القدم.إي يو (الإنجليزية)
- ستراهينيا يوفانوفيتش على موقع بيانات كرة القدم. دي إي (الألمانية)
- ستراهينيا يوفانوفيتش على موقع Soccerbase.com (لاعب) (الإنجليزية)
- ستراهينيا يوفانوفيتش على موقع Soccerway.com (الإنجليزية)
- ستراهينيا يوفانوفيتش على موقع عالم كرة القدم.نت (الإنجليزية)